# Xã Willow Lake, Quận Brule, Nam Dakota
Xã Willow Lake (tiếng Anh: Willow Lake Township) là một xã thuộc quận Brule, tiểu bang Nam Dakota, Hoa Kỳ. Năm 2010, dân số của xã này là 42 người.